# ご存じですか
『ご存じですか』（ごぞんじですか）は、1974年4月1日から2010年3月26日まで日本テレビ系列局ほかで放送された広報ミニ番組。

## 概要
正味4分間の帯番組であり、同系列が持つ長寿番組の一つでもある。中曽根康弘が総理大臣だった頃の民活路線により火曜放送分に民間スポンサーが付き、その後の2008年3月まで継続された。

## 番組の終焉
長年にわたって週5日間の帯番組として放送され続けてきたが、2008年4月からは木曜日と金曜日のみの放送へと縮小された。
2009年4月の改編で、一部地域では『おもいッきりDON!』に内包された。そして、事業仕分けでの政府広報に関する予算削減の影響から、2010年3月26日をもって36年続いた番組が終了した。

## 放送内容
日によって字幕放送・手話通訳を実施していた。火曜日以外の提供クレジットは長らく制作クレジットと一括して表示していたため読み上げは無かったが、末期は分離されて日テレ汎用の提供クレジット（カラー表記）・アナウンスが使われていた。

### 1974年4月 - 2007年3月
月曜日・金曜日「生活ミニ情報」
- 提供：内閣府
- 内容：国民生活に関する情報を有識者や中央官庁の担当者が紹介。
- 1970年代（詳細な時期不明）には、金曜日に「防災ミニ百科」（提供：自治省（現：総務省）消防庁）を放送していた時期がある。

火曜日「歯の健康情報」
- 企画協力：日本歯科医師会
- 提供：ライオン - 本編とクレジットタイトルの間に30秒間のCMが流されていた。提供クレジットは、クレジットタイトルの表示後のみに表示されていた。提供読みは一貫して「提供はライオンでした」だった。
- 内容：歯の健康に関する情報を紹介。
- 1980年代前半まで放送されていたライオン（1979年12月まではライオン歯磨）提供『歯の時間です』の後継番組。

水曜日「消費者ミニ情報」
- 提供：国民生活センター（1980年代前半まで放送されていた『マイライフ（西暦）』の後継番組）
- 内容：商品テスト情報や悪質商法に関する注意情報などを紹介。不定期（月1回程度）に休止する場合があり、その際には「生活ミニ情報」（木曜版）に差し替えられた。1990年4月以降「統計ミニ情報」（提供：総務庁（現：総務省）統計局）を月1回放送していた時期がある[注 2]。

木曜日
週によって放送内容が異なっていた。
- 「暮らしの税情報」（第三木曜日）
  - 提供：国税庁
  - 内容：確定申告や控除などの税に関する情報を紹介。
- 「生活ミニ情報」（上記以外の木曜日・消費者ミニ情報休止の場合の代替時）
  - 木曜日に放送される「生活ミニ情報」は一切提供を行う機関が無く、月曜日・金曜日の内閣府提供版とは実質別物となっていた。事実上の日本テレビ独自制作として、旅番組のような広報番組色の薄い内容を放送していた。また、前述の通り稀に水曜日にも放送されたが、その際には内容が連続していた。さらに、前述の「防災ミニ百科」（提供：自治省（現：総務省）消防庁）を放送していた時期もある。

### 2007年4月 - 2008年3月
月曜日・金曜日「くらしナビ最前線」
- 提供：内閣府
- 内容：国民生活に関する情報を有識者や中央官庁の担当者が紹介。

火曜日「歯の健康ナビ最前線」
- 企画協力：日本歯科医師会
- 提供：ライオン - 本編とクレジットタイトルの間に30秒間のCMが流された。なお、提供クレジットは、クレジットタイトルの表示後のみ表示された。
- 内容：歯の健康に関する情報を紹介する。
- 日本歯科医師会は2008年3月25日で企画協力から撤退。

水曜日（サブタイトル無し）
- 提供：国民生活センター - 本編とクレジットタイトルの間に30秒間のCMが流されていた。なお、提供クレジットは、クレジットタイトルの表示後のみ表示される。
- 内容：商品テスト情報や悪質商法に関する注意情報などを紹介。
  - 不定期（月1回程度）に休止する場合があり、その際には興和提供の「くらしナビ最前線」（観光地を紹介する内容）に差し替えられていた。この場合、木曜日の「くらしナビ最前線」と連続した内容を放送していた。
- 国民生活センターは2008年3月26日放送分をもってスポンサーを降板。テレビ東京『安心!くらし情報 〜あなたのたしかな目〜』に移行している。

木曜日「くらしナビ最前線」
- 提供：興和 - 本編とクレジットタイトルの間に15秒間のCMが2回流されていた。提供クレジットは、クレジットタイトルの表示後のみに表示されていた。
- 木曜日に放送される「くらしナビ最前線」は月曜日・金曜日の内閣府提供版とは実質別物となっていた。事実上の日本テレビ独自制作として、広報番組色の薄い内容を放送していた。

### 2008年4月 - 2010年3月
木曜日・金曜日「くらしナビ最前線」
- 提供：内閣府
- 2008年3月まで内閣府が提供した月曜日と金曜日の2本を残す形になり、それまで企業提供だった木曜日と内閣府が提供だった月曜日を入れ替わる形になっていた。

## 出演者
- インタビュアー・レポーター
  - 豊田順子（日本テレビアナウンサー）
  - 矢島学（日本テレビアナウンサー）
  - 山下美穂子（当時日本テレビアナウンサー）
  - ほか
- 過去のインタビュアー
  - 青尾幸（当時日本テレビアナウンサー）
  - 斉藤まりあ（当時日本テレビアナウンサー）
  - 長谷川洋子（フリーアナウンサー）
  - 中西江美子（当時日本テレビアナウンサー）
  - 河崎早春（フリーアナウンサー）
  - 大島典子（当時日本テレビアナウンサー）
  - 根岸ひろみ（フリーアナウンサー）

## ネット局
日本テレビ系列に属する全30局でネットされていたほか、日本テレビ系列局が存在しない沖縄県でもフジテレビ系列に属する沖縄テレビで同時ネットされていた。福井放送では、昼の『FBCニュース』終了直後にCMを挿まずに直接番組がスタートしていた。かつては、広島テレビの様に日本テレビと同時刻に放送する系列局がある一方、秋田放送や北日本放送及び福井放送の様に日本テレビより早く放送する局や読売テレビの様に夕方に放送する局があるなど、放送時間が統一されてなかった。
| 放送対象地域  | 放送局                       | 系列                                         | 放送曜日・時間           |
| ------------- | ---------------------------- | -------------------------------------------- | ------------------------ |
| 関東広域圏    | 日本テレビ（NTV） （制作局） | 日本テレビ系列                               | 木曜・金曜 11:25 - 11:30 |
| 北海道        | 札幌テレビ（STV）            | 日本テレビ系列                               | 木曜・金曜 11:25 - 11:30 |
| 青森県        | 青森放送（RAB）              | 日本テレビ系列                               | 木曜・金曜 11:25 - 11:30 |
| 岩手県        | テレビ岩手（TVI）            | 日本テレビ系列                               | 木曜・金曜 11:25 - 11:30 |
| 宮城県        | ミヤギテレビ（MMT）          | 日本テレビ系列                               | 木曜・金曜 11:25 - 11:30 |
| 秋田県        | 秋田放送（ABS）              | 日本テレビ系列                               | 木曜・金曜 11:25 - 11:30 |
| 山形県        | 山形放送（YBC）              | 日本テレビ系列                               | 木曜・金曜 11:25 - 11:30 |
| 福島県        | 福島中央テレビ（FCT）        | 日本テレビ系列                               | 木曜・金曜 11:25 - 11:30 |
| 山梨県        | 山梨放送（YBS）              | 日本テレビ系列                               | 木曜・金曜 11:25 - 11:30 |
| 新潟県        | テレビ新潟（TeNY）           | 日本テレビ系列                               | 木曜・金曜 11:25 - 11:30 |
| 長野県        | テレビ信州（TSB）            | 日本テレビ系列                               | 木曜・金曜 11:25 - 11:30 |
| 静岡県        | 静岡第一テレビ（SDT）        | 日本テレビ系列                               | 木曜・金曜 11:25 - 11:30 |
| 富山県        | 北日本放送（KNB）            | 日本テレビ系列                               | 木曜・金曜 11:25 - 11:30 |
| 石川県        | テレビ金沢（KTK）            | 日本テレビ系列                               | 木曜・金曜 11:25 - 11:30 |
| 中京広域圏    | 中京テレビ（CTV）            | 日本テレビ系列                               | 木曜・金曜 11:25 - 11:30 |
| 近畿広域圏    | 読売テレビ（YTV）            | 日本テレビ系列                               | 木曜・金曜 11:25 - 11:30 |
| 鳥取県 島根県 | 日本海テレビ（NKT）          | 日本テレビ系列                               | 木曜・金曜 11:25 - 11:30 |
| 広島県        | 広島テレビ（HTV）            | 日本テレビ系列                               | 木曜・金曜 11:25 - 11:30 |
| 山口県        | 山口放送（KRY）              | 日本テレビ系列                               | 木曜・金曜 11:25 - 11:30 |
| 徳島県        | 四国放送（JRT）              | 日本テレビ系列                               | 木曜・金曜 11:25 - 11:30 |
| 香川県 岡山県 | 西日本放送（RNC）            | 日本テレビ系列                               | 木曜・金曜 11:25 - 11:30 |
| 愛媛県        | 南海放送（RNB）              | 日本テレビ系列                               | 木曜・金曜 11:25 - 11:30 |
| 高知県        | 高知放送（RKC）              | 日本テレビ系列                               | 木曜・金曜 11:25 - 11:30 |
| 福岡県        | 福岡放送（FBS）              | 日本テレビ系列                               | 木曜・金曜 11:25 - 11:30 |
| 長崎県        | 長崎国際テレビ（NIB）        | 日本テレビ系列                               | 木曜・金曜 11:25 - 11:30 |
| 熊本県        | くまもと県民テレビ（KKT）    | 日本テレビ系列                               | 木曜・金曜 11:25 - 11:30 |
| 鹿児島県      | 鹿児島読売テレビ（KYT）      | 日本テレビ系列                               | 木曜・金曜 11:25 - 11:30 |
| 大分県        | テレビ大分（TOS）            | 日本テレビ系列 フジテレビ系列                | 木曜・金曜 11:25 - 11:30 |
| 沖縄県        | 沖縄テレビ（OTV）            | フジテレビ系列                               | 木曜・金曜 11:25 - 11:30 |
| 福井県        | 福井放送（FBC）              | 日本テレビ系列 テレビ朝日系列                | 木曜・金曜 11:40 - 11:45 |
| 宮崎県        | テレビ宮崎（UMK）            | フジテレビ系列 日本テレビ系列 テレビ朝日系列 | 木曜・金曜 11:40 - 11:45 |

### 過去のネット局
★ - 放送時点では日本テレビ系列をも含むクロスネット局。
| 放送対象地域 | 放送局                     | （現在の）系列 | 放送期間 |
| ------------ | -------------------------- | -------------- | --- |
| 長野県       | 長野放送（NBS）            | フジテレビ系列 | テレビ信州が開局するまで放送。 |
| 長崎県       | ★テレビ長崎（KTN）         | フジテレビ系列 | 長崎国際テレビが開局するまで放送。 |
| 熊本県       | ★テレビ熊本（TKU）         | フジテレビ系列 | くまもと県民テレビが開局するまで放送。 |
| 鹿児島県     | ★鹿児島テレビ放送（KTS）   | フジテレビ系列 | 鹿児島読売テレビが開局するまで放送。 |
| 静岡県       | テレビ静岡（SUT）          | フジテレビ系列 | 後に静岡けんみんテレビ（現在の静岡朝日テレビ）へ移行。 |
| 静岡県       | ★静岡けんみんテレビ（SKT） | テレビ朝日系列 | テレビ静岡から移行。静岡第一テレビが開局するまで放送。 |
| 新潟県       | 新潟放送（BSN）            | TBS系列        | テレビ新潟が開局するまで放送。 |
| 石川県       | 北陸放送（MRO）            | TBS系列        | 総理府（現在の内閣府）提供の月曜日・金曜日は放送なし。 1981年時点では水曜日も未放送であった。 テレビ金沢が開局する直前の1990年3月29日まで放送（なお、最終回に『終』マークは無かった）。 |

## 製作
- 製作協力 - シン・エンタープライズもしくは読売映像（日によって異なる） → 翔テレビジョン
- 製作著作 - 日本テレビ